# Carlos Moreyra y Paz Soldán
Pour les articles homonymes, voir Moreyra et Paz Soldán.
Moreyra  Paz Soldán est un nom espagnol. Le premier nom de famille, en général paternel, est Moreyra ; le second, en général maternel, souvent omis, est Paz Soldán.
Carlos Moreyra y Paz Soldán, né le 17 novembre 1898 à Lima et mort le 16 novembre 1981 dans la même ville, est un ingénieur agronome péruvien, second vice-président du Pérou (es) de 1956 à 1962. Il est brièvement Premier ministre de 1961 à 1962, date du coup d'État de Ricardo Pérez Godoy.

## Biographie
Carlos Moreyra y Paz Soldán est le fils de Francisco de Paula Moreyra Riglos, ministre de l'Éducation et de la Justice en 1912-1913, et de Luisa Paz-Soldán Rouaud. Son frère aîné est l'historien Manuel Moreyra y Paz Soldán (1894-1986). Il devient ingénieur agronome et contribue au florissement de l'agriculture exportatrice sur la côte péruvienne. En 1933, il épouse Leonor García Sayán, avec qui il aura trois fils et une fille.
Il accède à un poste politique pour la première fois en décembre 1939, lorsqu'il nommé ministre du Développement et des Travaux publics durant la première présidence de Manuel Prado Ugarteche dans le gouvernement d'Alfredo Solf y Muro (es), qui dure jusqu'en 1944,,. Avec sa fratrie, il hérite de la ferme ancestrale des comtes de San Isidro (es), que son arrière-grand-père José Gregorio Paz Soldán (es) avait acquise en 1853. Il possédait aussi la ferme de Santa Luisa et était actionnaire de la Sociedad Ganadera del Centro et d'Agrícola Pacasmayo SA, en plus d'avoir été président de la Société nationale agraire. Il a aussi été président du périodique de gauche La Crónica.
À l'aube des élections générales de 1956 (es), déclenchées par la démission du dictateur Manuel A. Odría, il rejoint le Mouvement démocratique péruvien (es) (MDP), avec à sa tête Manuel Prado Ugarteche. Moreyra est candidat à la seconde vice-présidence, tandis que Luis Gallo Porras (en) se présente au poste de premier vice-président,. La victoire du parti a été assurée par les votes des partisans du parti de gauche de l'APRA, que Prado avait promis de légaliser. En 1957, dans le cadre de négotiations avec l'Équateur sur un litige frontalier, Moreyra se rend à Rio de Janeiro au Brésil pour discuter de leur position de médiateur dans ce conflit.
Durant son mandat, Moreyra agit en tant qu'intermédiaire entre le président Prado et Pedro Beltrán Espantoso (en), un journaliste pour La Prensa (es) et un fervent critique du gouvernement Prado. Les négotiations permettent enfin la nomination de Beltrán au poste de Premier ministre (président du Conseil des ministres) en 1959.
Lorsque Beltrán démissionne en 1961, Moreyra prend son poste de Premier ministre, mais s'occupe du portefeuille agriculture du cabinet, contrairement à Beltrán, qui avait été assigné aux finances,. Son cabinet dure jusqu'au coup d'État (en) de 1962 par le militaire Ricardo Pérez Godoy.

## Publications
- Las Communicaciones y los Transportes en el Peru, 1944
- La obra de los Paz Soldán. Bibliografía, 1974
- Manuel Prado, político y gobernante, 1974
- Bibliografía regional peruana. Colección particular, 1976